# Santa Maria (Romblon)
Santa Maria (Bayan ng Santa Maria) är en kommun i Filippinerna. Kommunen tillhör provinsen Romblon och ligger på ön med samma namn. Folkmängden uppgår till 7 324 invånare.
Santa Maria är indelat i 6 barangayer.